# Л’Ами, Дианне
Дианне Петра Л’Ами (англ. Dianne Petra L'Ami; род. 24 апреля 1976 года, Хавера, Новая Зеландия) — новозеландская баскетболистка, участница летних Олимпийских игр 2000 года.

## Спортивная биография
Дианне Л’Ами родилась 24 апреля 1976 года в городе Хавера региона Таранаки. Здесь же выступала за местную команду «Таранаки Спаркс». Обучалась в США в колледже города Каспер, а затем в Уичитском университете.
С 1997 года начала играть за сборную Новой Зеландии. В 2000 году Дианне Л’Ами приняла участие в летних Олимпийских играх в Сиднее. В женском баскетбольном турнире сборная Новой Зеландии проиграла все матчи в своей группе. Единственную победу на турнире новозеландки одержали в матче за 11-е место, обыграв соперниц из Сенегала 72:69. Л’Ами сыграла в 4-х матчах (в матчах против сборных Кубы и США спортсменка была в заявке, но на площадке ни разу не появилась), в которых провела 44 минуты, набрала 6 очков и сделала 3 передачи.
После завершения спортивной карьеры вернулась в уичитский университет, где стала преподавателем физического воспитания и тенниса.

## Личная жизнь
- Есть старший брат — Ричард, который также играл за национальную сборную Новой Зеландии по баскетболу.